# Regres infinit (Star Trek: Voyager)
„Regres infinit” (titlu original: „Infinite Regress”) este al 7-lea episod din al cincilea sezon al serialului TV american științifico-fantastic Star Trek: Voyager și al 101-lea în total. A avut premiera la 25 noiembrie 1998 pe canalul UPN.

## Prezentare
Seven of Nine suferă de o afecțiune asemănătoare cu dedublarea personalității.

## Actori ocazionali
- Scarlett Pomers - Naomi Wildman
- Neil Maffin - Ven
- Erica Mer - Human Girl